# Jileš
Jileš (mađ. Üllés) je selo na jugoistoku Mađarske.
Površine je 49,88 km četvornih.

## Zemljopisni položaj
Nalazi se na jugoistoku Mađarske. Sjeverozapadno je Jileško jezero, zapadno je Zsana, zapadno-jugozapadno Mirgeš, jugozapadno je Ruzsa, južno jugoistočno su Zákányszék i Ralma, jugoistočno je Bordány, istočno je Zsombó, sjeveroistočno je Forráskút, sjeverno je Csólyospálos i Csólyospálosko zaštićeni geološki rezervat.

## Upravna organizacija
Upravno pripada ralmskoj mikroregiji u Čongradskoj županiji. Poštanski je broj 6794.

## Povijest
1948. je godine upravno izdvojen iz Družme zajedno s Árpádközpontom, dijelom Átokháze, Baromjárásom, dijelom Bordánydűlő, Gőböljárásom, Haleszhegyem formirano samostalno selo Árpádközpont, koje je 1949. preimenovano u Jileš.

## Promet
15 je kilometara udaljeno od najbližih autocesta (M5, E75) i državne cestovne prometnice br. 5. i br. 55. 

## Stanovništvo
2001. je godine u Jilešu živjelo 3215 Jilešana i Jilešanki, većinom Mađara te nešto malo Roma, Hrvata i Srba.

## Vanjske poveznice
- Službene stranice
- Jileš
- Crkva u Jilešu  Arhivirana inačica izvorne stranice od 30. listopada 2014. (Wayback Machine)
- Jileško jezero  Arhivirana inačica izvorne stranice od 14. listopada 2016. (Wayback Machine)